# Tåkern (naturreservat)

Utsikt från fågeltornet vid Naturum åt nordväst

Tåkern är ett naturreservat i Ödeshög, Mjölby och Vadstena kommuner i Östergötlands län.
Området är naturskyddat sedan 1975 och är 5 420 hektar stort. Reservatet omfattar sjön Tåkern och dess omgivande strandängar.
Området som är en viktig fågellokal, upptogs 1974 på Ramsar-listan, en internationell konvention för skydd av värdefulla våtmarker.
Vid Glänås besöksområde på sjöns södra sida har Naturum Tåkern byggts. Övriga besöksområden finns vid Hov, Svälinge och Väversunda.